# Adam Dutkiewicz
Adam Jonathan Dutkiewicz (4 aprile 1977) è un chitarrista e produttore discografico statunitense, conosciuto per essere il chitarrista e seconda voce delle band metalcore Killswitch Engage, Times of Grace e Aftershock.

## Biografia
Dutkiewicz ha studiato produzione, ingegneria, basso e chitarra al Berklee College of Music di Boston. In questo periodo suonava nella band Aftershock con l'amico Joel Stroetzel con cui tempo dopo, insieme a Mike D'Antonio e Jesse Leach formò i Killswitch Engage. Dutkiewicz era originariamente batterista sino al secondo album della band, Alive or Just Breathing, muovendosi poi alla chitarra facendosi sostituire da Tom Gones.
Dal 2007 ha dato vita al duo Times of Grace assieme a Jesse Leach (all'epoca ex membro dei Killswitch Engage.
Ha prodotto tutti gli album dei Killswitch Engage ed inoltre collaborato tra gli altri con As I Lay Dying, Underoath, The Acacia Strain, Unearth, All That Remains, From Autumn to Ashes, Johnny Truant, Parkway Drive, The Agony Scene e Every Time I Die.
È assistente tecnico alla Zing Studios, dove ha lavorato da produttore per molti artisti.

## Discografia

### Album in studio

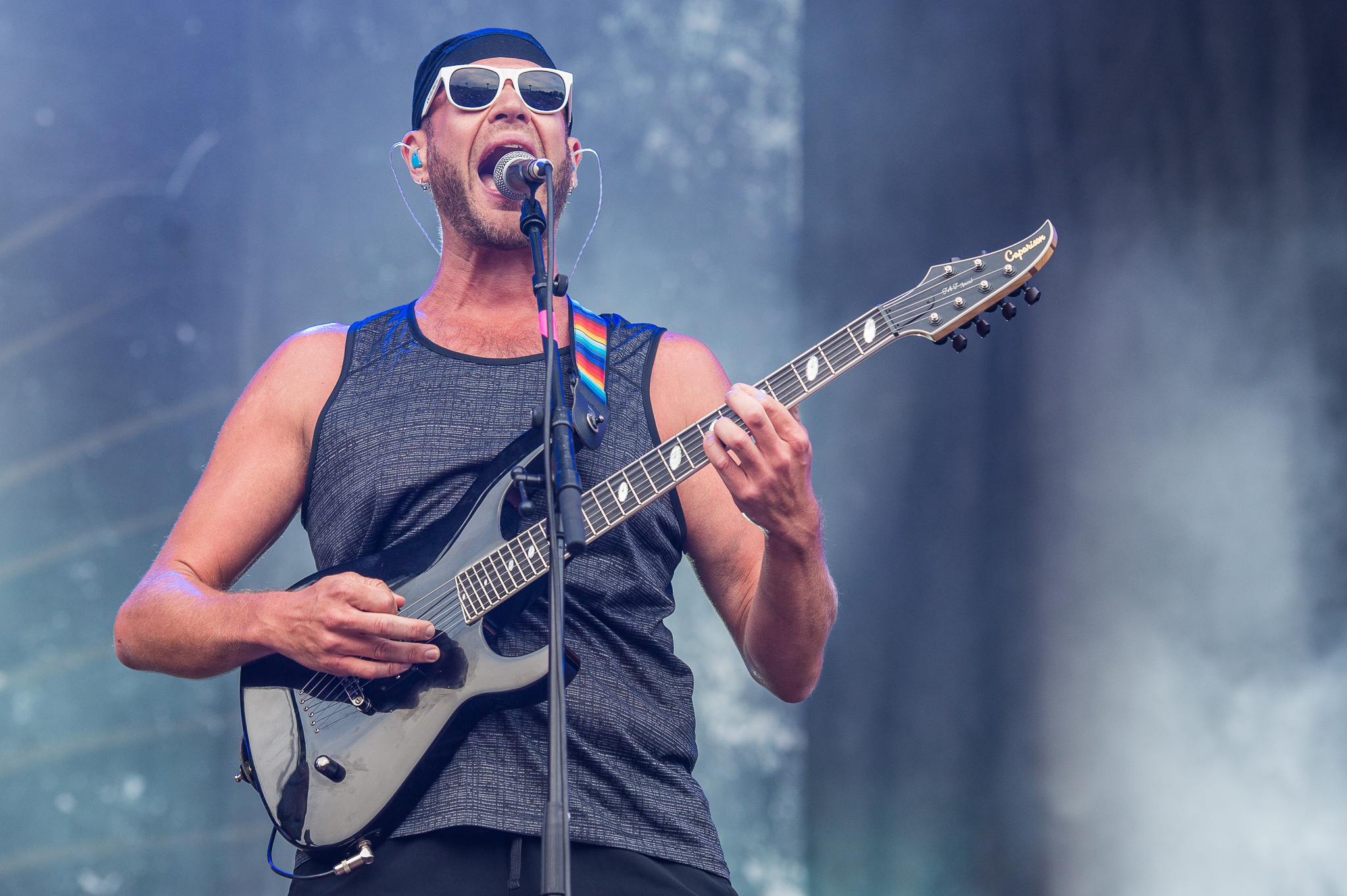
Adam Dutkiewicz nel 2016

- 2000 - Killswitch Engage
- 2002 - Alive or Just Breathing
- 2004 - The End of Heartache
- 2006 - As Daylight Dies
- 2009 - Killswitch Engage
- 2012 - Disarm the Descent
- 2016 - Incarnate
- 2019 - Atonement

### Come produttore
- The Acacia Strain - ... And Life is Very Long, 3750, The Dead Walk
- Aftershock - Through the Looking Glass
- The Agony Scene - The Agony Scene
- All That Remains - Behind Silence and Solitude,This Darkened Heart, The Fall of Ideals
- Arma Angelus - Where Sleeplessness is Rest From Nightmares
- As I Lay Dying - An Ocean Between Us
- As I Lay Dying - "The Powerless Rise"
- August Burns Red - Thrill Seeker
- Austrian Death Machine - Total Brutal
- Burn Your Wishes - Burn Your Wishes Split w/ The Awards
- Cannae - Horror
- Every Time I Die - Last Night in Town
- From Autumn to Ashes - Too Bad You're Beautiful
- He Is Legend - I Am Hollywood
- Johnny Truant - In The Library Of Horrific Events
- Killswitch Engage - Killswitch Engage, Alive or Just Breathing, The End of Heartache, As Daylight Dies
- Mychildren Mybride- Unbreakable
- Norma Jean - Bless the Martyr and Kiss the Child
- Parkway Drive -  Killing with a Smile, Horizons
- Shadows Fall - Somber Eyes to the Sky
- Underoath - Define the Great Line, Lost in the Sound of Separation
- Unearth - The Stings of Conscience, Endless, The Oncoming Storm, The March
- Times of Grace - The Hymn of a Broken Man (2011)